# Глаголев, Алексей Александрович
Алексе́й Алекса́ндрович Глаго́лев (20 мая (2 июня) 1901, Киев — 23 января 1972, там же) — протоиерей, священнослужитель Русской православной церкви, Праведник мира.

## Семья и образование
Родился в семье Александра Глаголева, преподавателя Киевской духовной академии, позднее протоиерея и профессора, погибшего в киевской тюрьме в 1937. Мать — Зинаида Петровна. урождённая Слесаревская, дочь заведующего библиотекой Киевской духовной академии. Брат — Сергей, сестра — Варвара.
Окончил с отличием Киевскую 3-ю гимназию. С 1919 года учился в Киевской духовной академии, которую окончил в 1923 году. В этот период академия функционировала неофициально, так как была закрыта большевистскими властями. В 1926 году женился на Татьяне Павловне, урождённой Булашевич, дочери сахарозаводчика — они вместе входили в состав общины киевского священника Анатолия Жураковского. Дети: Магдалина (р. 1926), Николай (р. 1928), Мария (р. 1943).

## Жизнь в 1930-е годы
7 мая 1932 Алексей Глаголев был арестован по обвинении в контрреволюционной деятельности, через неделю освобождён из-за отсутствия доказательств, но лишён избирательных прав как сын «служителя культа». Работал бетонщиком, сторожем детского сада, весовщиком на Фруктоварочном заводе. В 1936 поступил на физико-математический факультет Киевского педагогического института, который окончил в 1940. Принадлежал к «катакомбной церкви», в 1940 ездил в Грузию для тайного принятия сана священника у грузинского католикоса, но тот отказался, заявив, что «у вас будут скоро свои епископы».

## Священник
В 1941, после начала Великой Отечественной войны, был рукоположён в сан иерея архиепископом Алексеем (Громадским), служил в Покровской церкви (в только что открытом «теплом» храме Иоанна Воина, находившемся при этой церкви, так как сама Покровская церковь была закрыта) в Киеве.

### Спасение евреев во время оккупации
Во время нацистской оккупации Киева участвовал вместе с членами своей семьи в спасении евреев — прятал их в своём жилище (церковном полуподвале) и в домах, относившихся к приходу Покровской церкви (паспортисткой в них работала жена о. Алексея, а управдомом — его друг Александр Григорьевич Горбовский). Также он выдавал им свидетельства о крещении на старых бланках, оставшихся от протоиерея Александра Глаголева. Одной еврейке Татьяна Павловна Глаголева отдала свой паспорт, в который была вклеена фотография скрывавшейся женщины. По воспоминаниям о. Алексея, 

моя жена чуть не поплатилась жизнью за свой отчаянный поступок. Ходившие по квартирам с целью реквизиции гестаповцы потребовали у неё паспорт и, когда его не оказалось, заявили, что отведут жену мою в гестапо как подозрительную личность. А уж из гестапо редко кто возвращался домой. Едва-едва удалось их упросить оставить жену в покое, удостоверив свидетельскими показаниями её личность.

Среди спасённых была и русская семья подполковника Красной армии — его жена и шестеро детей. Семья Глаголевых подвергалась значительному риску — за укрывание евреев грозил расстрел — но всё равно продолжала спасать людей, несмотря на беременность жены о. Алексея (в 1943 она родила дочь Марию).
В 1943 служил в больничной церкви Преподобного Агапита Целителя в Покровском монастыре. Оставался на Подоле (вместе с укрываемыми им людьми), несмотря на требование немецких властей ко всем жителям покинуть эту часть Киева. Осенью 1943 был задержан немецкими властями, дважды избит и вместе с сыном отправлен в Германию, но сумел бежать. В 1945 по просьбе священноначалия составил записку на имя первого секретаря ЦК Компартии Украины Н. С. Хрущёва о спасении семьёй Глаголевых евреев во время оккупации.

### Послевоенная деятельность
После войны продолжал служить в Покровской церкви вплоть до её закрытия в 1960, руководил её ремонтом. Затем служил в Крестовоздвиженской церкви и во Флоровском монастыре. Последние пять лет своей жизни являлся вторым священником в церкви Покрова Божией Матери на Соломенке. В конце жизни был тяжело болен (как следствие избиений нацистами в 1943), перенёс несколько внутриполостных операций. 22 января 1972 года, после очередной операции протоиерей отец Алексей отошёл в Горние обители, где постоянно воспевая св. Троицу Единосущную и Нераздельную, молится о чадах Церкви Христовой. Перед кончиной батюшку причастил протоиерей Николай Радецкий. Приготовлял же его к отпеванию протоиерей Георгий Едлинский — их сердечная дружба, начавшаяся ещё в детстве, осталась в вечности. Погребение батюшки состоялось 25 января 1972 г. в храме Покрова Пресвятой Богородицы на Соломенке. Провожать батюшку в его последний путь на земле на Байковое кладбище, собрались многие его почитатели. Отпевал его собор священников, возглавляемый священно-архимандритом Варлаамом. Диаконствовали на отпевании о. Николай Климчук и о. Михаил Бойко. Перед выносом останков о. Алексея прочувственное слово сказал о. Георгий Едлинский и архимандрит Варлаам.

## Характеристика личности
В очерке Сергея Кокурина «Глаголевы: трудная правда» даётся такая характеристика о. Алексея: 

Упорство, с каким Алексей Глаголев шёл против течения, мало понятно обывателю. Нелегко, наверное, понять, откуда в этом невысокого роста, отнюдь не «мужественного вида» человеке бралось непоказное бесстрашие. Он вовсе не отличался физической силой, был даже слаб (еще в гимназии ему доставалось от товарищей, защищал его… младший брат Сергей). Но этот хрупкий интеллигент в очках в 1936 году на виду у всех нёс на себе по улицам Подола крест, сброшенный с купола церкви Николы Доброго и, несмотря на угрозы комсомольцев, хранил его (как иконы и все вещи отца) в квартире на Дегтярной. Единственным священником в Киеве, отказавшимся в апреле 1942 года служить молебен Гитлеру в честь дня его рождения, был о. Алексей. Он не побоялся в 1946 году поселить в Варварьинской церкви (где временно жили выписывавшиеся из госпиталя солдаты) семью киевлян, которая по решению суда должна была в 24 часа убраться из Киева (в их квартире на Андреевском спуске поселился энкаведист).

## Память об о. Алексее Глаголеве

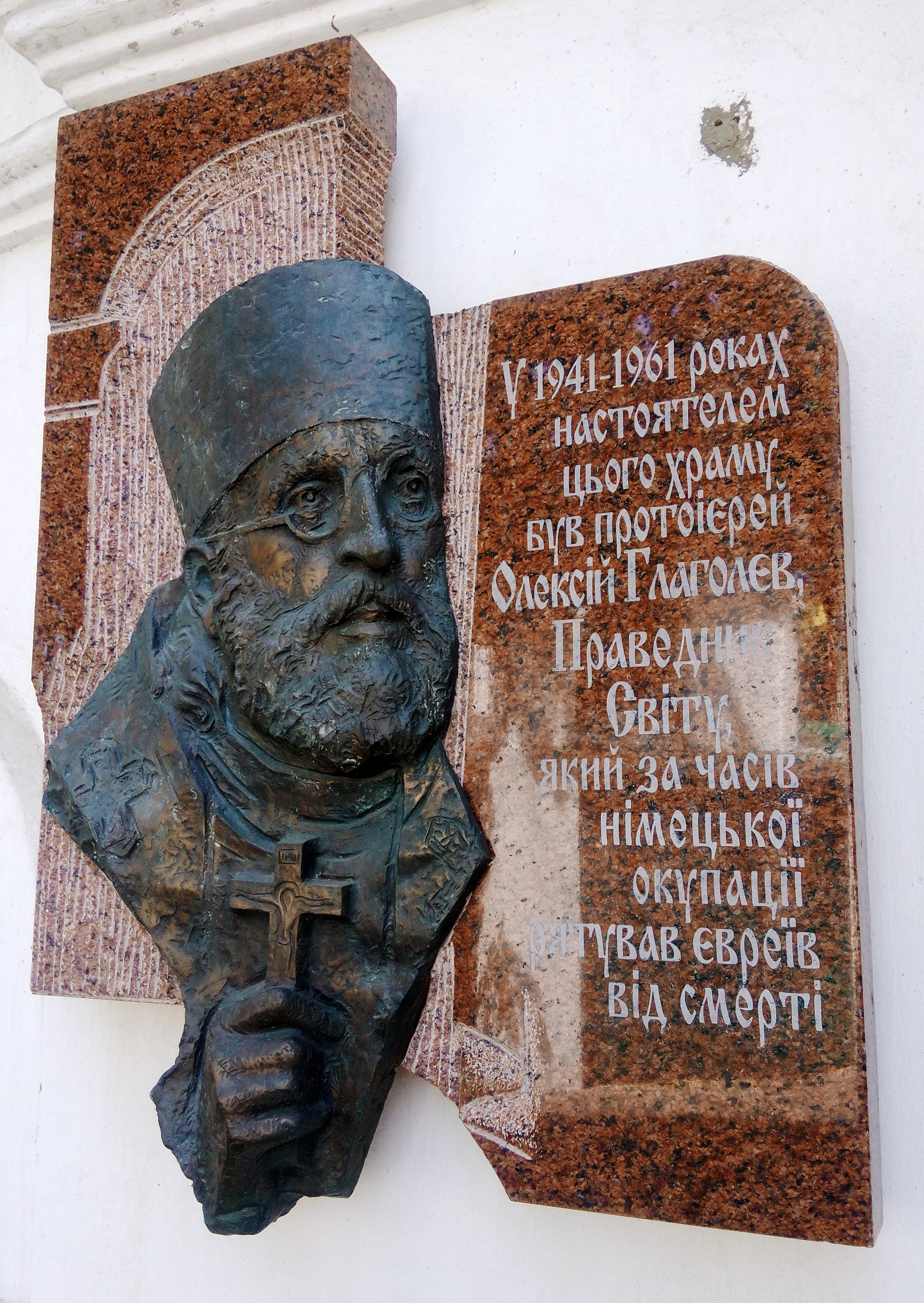
Мемориальная доска Алексею Глаголеву на фасаде Свято-Покровской Подольской церкви в Киеве

В 1992 институт Яд Вашем (Иерусалим) объявил о присвоении почетного звания Праведников народов мира о. Алексею, его супруге Татьяне Павловне, их дочери Магдалине Пальян-Глаголевой. В 2001 это звание было присвоено и сыну о. Алексея Николаю, который был связным между своими родителями и спасаемыми людьми.
30 января 2002 к столетию протоиерея Алексея Глаголева на стене Киево-Могилянской академии (ул. Волошская, д. 8/5, корп. 4) установлена мемориальная доска, посвященная священникам Александру и Алексею Глаголевым.